# Termatosaurus
Termatosaurus ("lagarto final", debido a que provino de finales del Triásico Superior) es un género de arcosaurio conocido a partir de varios ejemplares de dientes diferenciados entre dos especies. Sus restos provienen del Triásico Superior y alguna vez se pensó que sobrevivieron hasta el Jurásico Inferior, pero los restos del Jurásico fueron redescritos como restos de plesiosaurio. Sólo se ha encontrado en Francia, Inglaterra, Alemania y Suiza y se conocen dos especies de este animal: la especie tipo, Termatosaurus albertii, nombrada por Meyer y T. Plieninger en 1844; y T. crocodilinus, de Quenstedt (1858). Se considera un género dudoso.
Según Oskar Kuhn, Termatosaurus es un plesiosaurio (de la familia Rhomaleosauridae), mientras que según otras fuentes, es un fitosáurido. Actualmente, Termatosaurus es visto como un arcosaurio dudoso.

## Galería

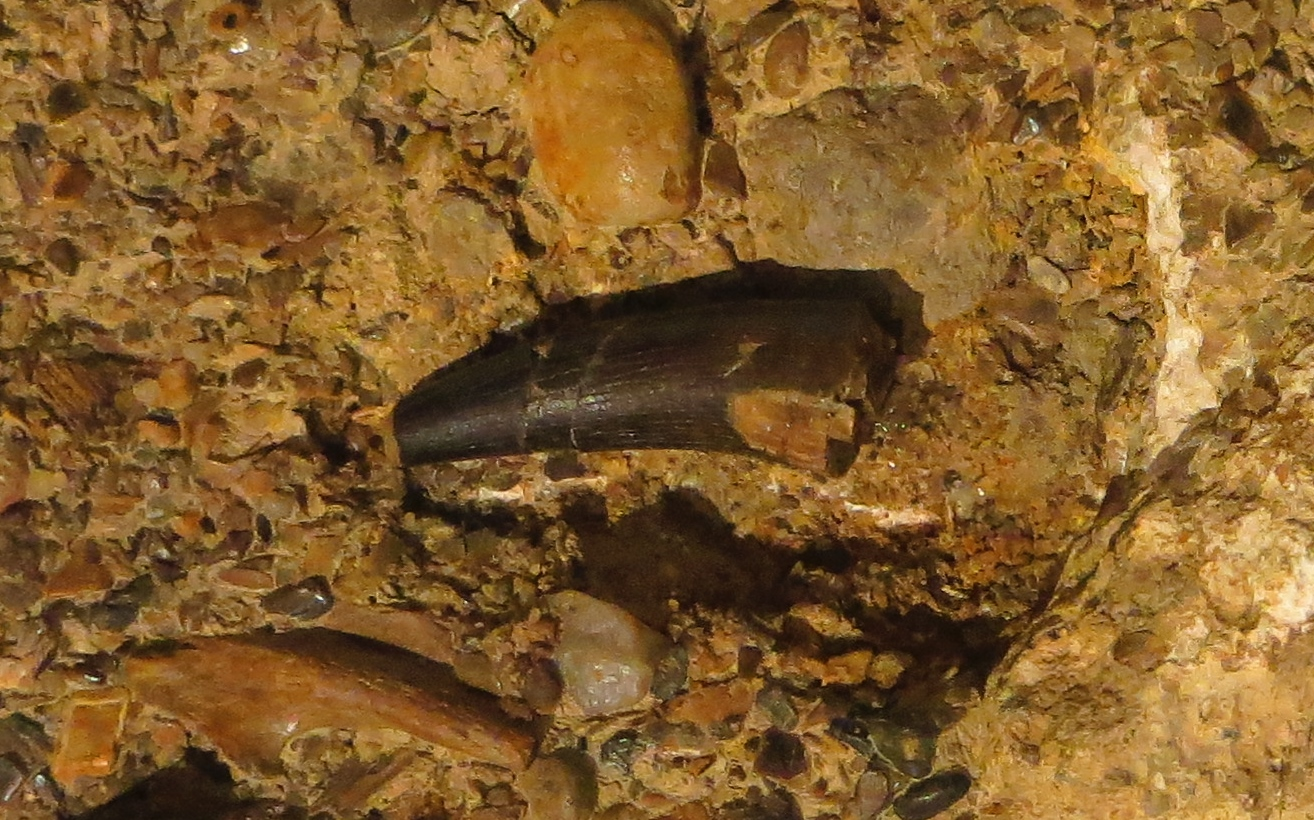
Diente de T. albertii